# Live at Tramps, NYC, 1996
Live at Tramps, NYC, 1996 é um álbum gravado ao vivo pelo grupo de hip-hop De La Soul em 13 de Maio de 1996 em Nova Iorque no famoso clube Tramps, e lançado em 2004.
Durante a apresentação, se juntou ao grupo, Jungle Brothers, Common e Mos Def.

## Faixas
1. Maseo Intro – 0:42
2. Breakadawn – 3:02
3. Supa Emcees – 3:09
4. Potholes in My Lawn – 2:37
5. Big Brother Beat – 3:57
  - Com: Mos Def
6. Me Myself And I – 2:19
7. Shwingalokate – 1:48
8. Ego Trippin' (Part Two) – 3:37
9. Oodles Of O's  – 2:36
10. The Bitch in Yoo – 1:37
  - Com: Common
11. The Bizness – 4:21
  - Com: Common
12. Itzsoweezee (HOT) – 2:15
13. Buddy – 3:01
  - Com: Jungle Brothers
14. Stakes Is High – 4:42
15. Goodbyes – 0:49